# Сергий V (герцог Неаполя)
Сергий V Неаполитанский (итал. Sergio V Napoli) — герцог Неаполя в 1042—1082 годах, сын и преемник Иоанна V.
Летом 1074 года Сергий вмешался в конфликт двух норманнских правителей Роберта Гвискара, герцога Апулии, и Ричарда I, князя Капуи, на стороне Гвискара. В результате Сергий едва избежал поражения и был вынужден просить о посредничестве папу Григория VII. После взятия Робертом Гвискаром Салерно Неаполь остался единственным не-норманнским государством Южной Италии и был вынужден лавировать между сильными соседями.